# Valskog
Valskog är en tätort i Kungsörs kommun och kyrkbyn i Björskogs socken. 

## Befolkningsutveckling
| Befolkningsutvecklingen i Valskog 1950–2020 | Befolkningsutvecklingen i Valskog 1950–2020 | Befolkningsutvecklingen i Valskog 1950–2020 | Befolkningsutvecklingen i Valskog 1950–2020 | Befolkningsutvecklingen i Valskog 1950–2020 |
| ------------------------------------------- | ------------------------------------------- | ------------------------------------------- | ------------------------------------------- | ------------------------------------------- |
|                                             |                                             |                                             |                                             |                                             |
| År                                          |                                             |                                             | Folkmängd                                   | Areal (ha)                                  |
| 1950                                        | 1950                                        |                                             | 235                                         |                                             |
| 1960                                        | 1960                                        |                                             | 336                                         |                                             |
| 1965                                        | 1965                                        |                                             | 411                                         |                                             |
| 1970                                        | 1970                                        |                                             | 637                                         |                                             |
| 1975                                        | 1975                                        |                                             | 830                                         |                                             |
| 1980                                        | 1980                                        |                                             | 855                                         |                                             |
| 1990                                        | 1990                                        |                                             | 790                                         | 89                                          |
| 1995                                        | 1995                                        |                                             | 744                                         | 89                                          |
| 2000                                        | 2000                                        |                                             | 708                                         | 89                                          |
| 2005                                        | 2005                                        |                                             | 719                                         | 89                                          |
| 2010                                        | 2010                                        |                                             | 694                                         | 89                                          |
| 2015                                        | 2015                                        |                                             | 693                                         | 78                                          |
| 2020                                        | 2020                                        |                                             | 695                                         | 77                                          |
|                                             |                                             |                                             |                                             |                                             |

## Samhället
Björskogs kyrka ligger strax utanför Valskog.
Den finns en grundskola som heter Björskogsskolan i Valskog, samt en Förskola och ett Fritids.
I Valskog finns en naturlig källa, "Sankt Olofs källa", vid en gammal ruin.

## Idrott
Orten har en fotbollsklubb, Valskog IK, en gymnastikförening, Valskogs GF samt en skytteförening, Björskogs skytteförening med tillhörande skjutbana.

## Kommunikationer
Tidigare gick E18 genom orten, men detta ändrades 1995 då motorvägen mellan Köping och Arboga stod färdig.
Valskogs station är en tidigare järnvägsstation som öppnades 1867 på järnvägssträckan Arboga–Köping. Stationshuset uppfördes 1877 i samband med att Oxelösund–Flen–Västmanlands Järnväg anslöts till järnvägen Arboga–Köping i Valskog, så att Valskog blev en järnvägsknut. Persontrafiken upphörde 1996. Valskog är fortfarande den västra ändpunkten för Svealandsbanan där den ansluter till Mälarbanan från Arboga.